# Demoex
Demoex（Dimocracy experiment）は、スウェーデン王国の政党。
ストックホルム県ヴァーレントゥーナにて議席を有し、直接民主主義を実験している。

## 概要
Demoexはインターネットを活用し現行の間接民主制を直接民主制で補完することで、市民の直接的な政治運営、『直接間接並存政治』を実現している。議会にて決議が必要とされる場合、Demoex代表は市民が党ホームページを通して為した議決をそのまま反映している。
これは選挙などのある一定の方法によって民意の代表者が選出され、市民の権力の行使がその代表者に信託される旧来の間接民主主義政党とは対照的に、Demoexの議員は常時市民のインターネットを通した直接的コントロールの下に置かれることを意味する。
Vallentunaに居住する16歳以上の全ての者が同党を通した政治参加の権利を持ち、また党ホームページでの議論には世界中のあらゆる人が参加することが出来る。
Demoexの場合、市民に投票の義務は無く、議題ごとの参加不参加は市民の決断にゆだねられている。
市民の新規参入促進の為、Demoexは題目ごとにアドバイザーを選ぶことが出来る制度を採っている。

## 党史
Demoexは2002年3月6日に結党され、同年11月4日のヴァーレントゥーナの地方選挙で1.7 %を得票し議席を獲得。19歳の学生、Parisa Molagholiが代表として地方議会に使わされた。彼女は2003年に職務を開始し、2006年に2.9 %の得票で再選されている。
またDemoexは国政参加を目指しており、更には直接民主主義の国際化を目標としている。